# Kyoko Kasuya
Kyoko Kasuya –en japonés, 粕谷恭子, Kasuya Kyoko– (31 de agosto de 1975) es una deportista japonesa que compitió en natación.
Ganó tres medallas de bronce en el Campeonato Pan-Pacífico de Natación, en los años 1991 y 1993.

## Palmarés internacional
| Campeonato Pan-Pacífico | Campeonato Pan-Pacífico | Campeonato Pan-Pacífico | Campeonato Pan-Pacífico |
| Año                     | Lugar                   | Medalla                 | Prueba                  |
| ----------------------- | ----------------------- | ----------------------- | ----------------------- |
| 1991                    | Edmonton (Canadá)       | Medalla de bronce       | 200 m braza             |
| 1991                    | Edmonton (Canadá)       | Medalla de bronce       | 4 × 100 m estilos       |
| 1993                    | Kobe (Japón)            | Medalla de bronce       | 4 × 100 m estilos       |